# ستيغ برغلينغ
ستيغ برغلينغ بالسويدية Stig Bergling مواليد 1 آذار 1937 - توفي 24 كانون الثاني 2015 كان موظفاً في جهاز الأمن السويدي سرب ملفات سرية عسكرية إلى المخابرات السوفياتية أثناء قيامه بمهمة من طرف الأمم المتحدة في لبنان في سنة 1973. تابع نشاطه التجسسي لصالح السوفيات بعد عودته إلى السويد حيث سلّم معلومات مهمة جداً حول عمله وتركيبة أجهزة الأمن السويدية.
بدأت الشكوك تسري في الأمن السويدي وتوجهت نحوه من دون أن تكون هناك أدلة كافية ضده. إلى أن اعتقل في مدينة تل أبيب 1979 بتهمة التجسس لحساب الاتحاد السوفياتي.
حكم عليه بالسجن المؤبد بعد أن أدين بتهمة الخيانة العظمى. فر سنة 1987 من السجن وتوجه مع زوجته إلى فنلندا حيث لجئا إلى سفارة الاتحاد السوفياتي وتمكنا بمساعدتها من الهرب إلى موسكو.
سكن ستيغ برغلينغ وزوجته في موسكو فترة من الزمن ثم انتقلا إلى المجر ومن ثم إلى لبنان في مرحلة انهيار الاتحاد السوفياتي، حيث اقاما في المختارة بضيافة رئيس الحزب التقدمي الاشتراكي وليد جنبلاط، حليف السوفيات.

## روابط خارجية
- صحيفة الأنباء: جنبلاط وبرغلينغ: جاسوس روسي في ضيافة زعيم المختارة